# Solerema
Solerema ist ein osttimoresischer Ort im Suco Seloi Craic (Verwaltungsamt Aileu, Gemeinde Aileu).

## Geographie und Einrichtungen
Das Dorf Solerema liegt im Nordosten der Aldeia Faularan, auf einer Meereshöhe von 1261 m. Die Überlandstraße von Gleno und Aileu im Süden nach Turiscai im Nordosten verlässt hier nach Norden die Aldeia in die Sucos Aissirimou und Madabeno. Nächster Ort ist dort der Weiler Kotehu (Aldeia Belumhatu, Suco Madabeno) in knapp einem Kilometer Entfernung. Die nächste Grundschule befindet sich aber in Sarlala, dem Hauptort der Aldeia Faularan, drei Kilometer weiter südlich. Dazwischen liegt in zwei Kilometer Entfernung das Dorf Erkoatun in der gleichnamigen Aldeia im Suco Aissirimou.
In Solerema befindet sich der Markt Solerema (tetum Merkadu Solerema).